# Augusto de la Barra
Augusto de la Barra fue un abogado y político peruano. 
En los años 1910 fue catedrático de la Universidad Nacional de San Antonio Abad. Fue elegido diputado suplente por la provincia de Cusco en 1913 hasta 1918 durante los gobiernos de Guillermo Billinghurst, Oscar R. Benavides y José Pardo y Barreda.